# Jelena Dokić
Jelena Dokić (serbi: Јелена Докић; Osijek, Iugoslàvia, 12 d'abril de 1983) és un exjugadora, entrenadora i periodista de tennis australiana d'origen iugoslau.
En el seu palmarès hi ha sis títols individuals i quatre de dobles femenins, però li van permetre arribar als quart i desè llocs dels rànquings respectius. Va formar part dels equips iugoslau i australià de Copa Federació. Es va quedar a les portes d'una medalla olímpica després de ser derrotada en la final de consolació dels Jocs Olímpics de Sydney 2000.
Es va fer famosa amb setze anys al torneig de Wimbledon de 1999 quan va derrotar clarament Martina Hingis, l'única ocasió en que la tennista número 1 del rànquing ha estat superada per una tennista de la fase prèvia a Wimbledon.
Al llarg de la seva carrera va tenir molts problemes personals amb el seu pare i entrenador Damir Dokić, i que posteriorment va acusar de violència física i psicològica en la seva autobiografia Unbreakable (2007).

## Biografia
Filla de Damir i Ljiljana Dokić, d'origen serbi i croat respectivament, té un germà més jove anomenat Savo. La seva família va viure a Osijek fins al juny de 1991, quan van fugir de la inestabilitat política. Inicialment es van establir a Sombor (Sèrbia), però amb l'esclat de la guerra van emigrar a Austràlia l'any 1994, concretament a Faifield, un barri de Sydney.
Després de la seva retirada, va començar a treballar per la federació australiana de tennis com a entrenadora, i posteriorment també va començar a escriure articles per la revista Australian Tennis Magazine (2014).
A finals de 2017 va publicar la seva autobiografia, Unbreakable (ISBN 9780143784227), en la qual explicava la seva carrera tennística, i els abusos físics i mentals que havia patit per part del seu pare.

## Torneigs de Grand Slam

### Dobles femenins: 1 (0−1)
| Resultat  | Núm. | Any  | Torneig       | Parella           | Oponents                            | Marcador |
| --------- | ---- | ---- | ------------- | ----------------- | ----------------------------------- | -------- |
| Finalista | 1.   | 2001 | Roland Garros | Conchita Martínez | Virginia Ruano Pascual Paola Suárez | 2−6, 1−6 |

## Palmarès

### Individual: 14 (6−8)
| Abans de 2009                | Després de 2009         |
| ---------------------------- | ----------------------- |
| Grand Slam (0−0)             |                         |
| WTA Tour Championships (0−0) |                         |
| Tier I (2−2)                 | Premier Mandatory (0−0) |
| Tier II (1−4)                | Premier 5 (0−0)         |
| Tier III (1−1)               | Premier (0−0)           |
| Tier IV i V (1−0)            | International (1−1)     |

| Títols per superfície |
| --------------------- |
| Dura (2−2)            |
| Gespa (1−1)           |
| Terra batuda (2−1)    |
| Moqueta (1−4)         |

| Resultat   | Núm. | Data                   | Torneig                         | Superfície   | Oponent                 | Marcador         |
| ---------- | ---- | ---------------------- | ------------------------------- | ------------ | ----------------------- | ---------------- |
| Guanyadora | 1.   | 20 de maig de 2001     | Roma, Itàlia                    | Terra batuda | Amélie Mauresmo         | 7−6(3), 6−1      |
| Finalista  | 1.   | 10 de setembre de 2001 | Salvador, Brasil                | Dura         | Monica Seles            | 3−6, 3−6         |
| Guanyadora | 2.   | 23 de setembre de 2001 | Tòquio, Japó                    | Dura         | Arantxa Sánchez Vicario | 6−4, 6−2         |
| Guanyadora | 3.   | 7 d'octubre de 2001    | Moscou, Rússia                  | Moqueta (i)  | Ielena Deméntieva       | 6−3, 6−3         |
| Finalista  | 2.   | 21 d'octubre de 2001   | Zuric, Suïssa                   | Moqueta (i)  | Lindsay Davenport       | 3−6, 1−6         |
| Finalista  | 3.   | 28 d'octubre de 2001   | Linz, Àustria                   | Moqueta (i)  | Lindsay Davenport       | 4−6, 1−6         |
| Finalista  | 4.   | 9 de febrer de 2002    | París, França                   | Moqueta (i)  | Venus Williams          | Renúncia         |
| Guanyadora | 4.   | 1 d'abril de 2002      | Sarasota, Estats Units          | Terra batuda | Tatiana Panova          | 6−2, 6−2         |
| Finalista  | 5.   | 25 de maig de 2002     | Estrasburg, França              | Terra batuda | Silvia Farina Elia      | 4−6, 6−3, 3−6    |
| Guanyadora | 5.   | 16 de juny de 2002     | Birmingham, Regne Unit          | Gespa        | Anastassia Mískina      | 6−2, 6−3         |
| Finalista  | 6.   | 4 d'agost de 2002      | San Diego, Estats Units         | Dura         | Venus Williams          | 2−6, 2−6         |
| Finalista  | 7.   | 19 d'octubre de 2003   | Zuric (2)                       | Moqueta (i)  | Justine Henin           | 0−6, 4−6         |
| Guanyadora | 6.   | 6 de març de 2011      | Kuala Lumpur, Malàisia          | Dura         | Lucie Šafářová          | 2−6, 7−6(9), 6−4 |
| Finalista  | 8.   | 18 de juny de 2011     | 's-Hertogenbosch, Països Baixos | Gespa        | Roberta Vinci           | 7−6(7), 3−6, 5−7 |

### Dobles femenins: 10 (4−6)
| Abans de 2009                | Després de 2009         |
| ---------------------------- | ----------------------- |
| Grand Slam (0−1)             |                         |
| WTA Tour Championships (0−0) |                         |
| Tier I (0−3)                 | Premier Mandatory (0−0) |
| Tier II (3−2)                | Premier 5 (0−0)         |
| Tier III (0−0)               | Premier (0−0)           |
| Tier IV i V (0−1)            | International (0−0)     |

| Títols per superfície |
| --------------------- |
| Dura (1−3)            |
| Gespa (0−0)           |
| Terra batuda (1−2)    |
| Moqueta (2−1)         |

| Resultat   | Núm. | Data                   | Torneig                   | Superfície   | Parella           | Oponents                                | Marcador         |
| ---------- | ---- | ---------------------- | ------------------------- | ------------ | ----------------- | --------------------------------------- | ---------------- |
| Finalista  | 1.   | 27 de setembre de 1999 | Tòquio, Japó              | Dura         | Amanda Coetzer    | Conchita Martínez Patricia Tarabini     | 7−6(5), 4−6, 2−6 |
| Finalista  | 2.   | 10 de juny de 2001     | Roland Garros, França     | Terra batuda | Conchita Martínez | Virginia Ruano Pascual Paola Suárez     | 2−6, 1−6         |
| Finalista  | 3.   | 25 d'agost de 2001     | New Haven, Estats Units   | Dura         | Nàdia Petrova     | Cara Black Elena Likhovtseva            | 0−6, 6−3, 2−6    |
| Guanyadora | 1.   | 28 d'octubre de 2001   | Linz, Àustria             | Moqueta (i)  | Nàdia Petrova     | Els Callens Chanda Rubin                | 6−1, 6−4         |
| Guanyadora | 2.   | 1 d'abril de 2002      | Sarasota, Estats Units    | Terra batuda | Elena Likhovtseva | Els Callens Conchita Martínez           | 6−7(5), 6−3, 6−3 |
| Guanyadora | 3.   | 11 d'agost de 2002     | Los Angeles, Estats Units | Dura         | Kim Clijsters     | Daniela Hantuchová Ai Sugiyama          | 6−3, 6−3         |
| Finalista  | 4.   | 6 de setembre de 2002  | Moscou, Rússia            | Moqueta (i)  | Nàdia Petrova     | Ielena Deméntieva Janette Husárová      | 6−2, 3−6, 6−7(7) |
| Finalista  | 5.   | 20 d'octubre de 2002   | Zuric, Suïssa             | Dura (i)     | Nàdia Petrova     | Elena Bovina Justine Henin              | 2−6, 6−7(2)      |
| Guanyadora | 4.   | 27 d'octubre de 2002   | Linz (2)                  | Moqueta (i)  | Nàdia Petrova     | Rika Fujiwara Ai Sugiyama               | 6−3, 6−2         |
| Finalista  | 6.   | 18 de maig de 2003     | Roma, Itàlia              | Terra batuda | Nàdia Petrova     | Svetlana Kuznetsova Martina Navrátilová | 4−6, 7−5, 2−6    |

### Equips: 1 (1−0)
| Resultat   | Núm. | Data               | Torneig                       | Superfície | Equip              | Oponents                    | Marcador |
| ---------- | ---- | ------------------ | ----------------------------- | ---------- | ------------------ | --------------------------- | -------- |
| Guanyadora | 1.   | 2 de gener de 1999 | Copa Hopman, Perth, Austràlia | Dura       | Mark Philippoussis | Åsa Carlsson Jonas Björkman | 2−1      |

## Trajectòria

### Individual
| | Austràlia   | Austràlia   | Austràlia   | Austràlia | RF Iugoslàvia | RF Iugoslàvia | RF Iugoslàvia | RF Iugoslàvia | RF Iugoslàvia | Austràlia   | Austràlia   | Austràlia | Austràlia   | Austràlia   | Austràlia   | Austràlia |           |           |
| Torneig | 1997        | 1998        | 1999        | 2000      | 2001          | 2002          | 2003          | 2004          | 2005          | 2006        | 2007        | 2008      | 2009        | 2010        | 2011        | 2012      | Títols    | V–D       |
| Open d'Austràlia | A           | A           | 3R          | 1R        | 1R            | A             | A             | A             | A             | 1R          | A           | Q2        | QF          | 1R          | 2R          | 2R        | 0 / 8     | 8 – 8     |
| Roland Garros | A           | A           | 1R          | 2R        | 3R            | QF            | 2R            | 1R            | A             | A           | A           | A         | 2R          | 1R          | 1R          | A         | 0 / 9     | 9 – 9     |
| Wimbledon | A           | A           | QF          | SF        | 4R            | 4R            | 3R            | 1R            | A             | Q1          | A           | A         | 1R          | Q2          | 1R          | A         | 0 / 8     | 17 – 8    |
| US Open | A           | A           | 1R          | 4R        | 4R            | 4R            | 4R            | 4R            | A             | A           | A           | A         | 1R          | Q1          | 1R          | A         | 0 / 8     | 9 – 8     |
| Jocs Olímpics | No celebrat | No celebrat | No celebrat | 4a        | No celebrat   | No celebrat   | No celebrat   | A             | No celebrat   | No celebrat | No celebrat | A         | No celebrat | No celebrat | No celebrat | A         | 0 / 1     | 4 – 2     |
| WTA Tour Championships | A           | A           | A           | A         | QF            | QF            | A             | A             | A             | A           | A           | A         | A           | A           | A           | A         | 0 / 2     | 2 – 2     |
| Total Victòries–Derrotes | 8–3         | 10–2        | 21–16       | 35–21     | 53–23         | 53–26         | 28–30         | 6–16          | 12–10         | 10–8        | 0–1         | 35–10     | 27–13       | 26–15       | 21–18       | 3–9       | 345 – 212 | 345 – 212 |
| Rànquing a final d'any | –           | 341         | 43          | 26        | 8             | 9             | 15            | 125           | 349           | 617         | –           | 179       | 56          | 137         | 66          | 259       |           |           |
| Llegenda: G: Guanyadora; F: Finalista; SF: Semifinalista; QF: Quarts de final; Q: Qualificació; A: Absent; RR: Round Robin; |             |             |             |           |               |               |               |               |               |             |             |           |             |             |             |           |           |           |

### Dobles femenins
| | Austràlia | Austràlia | RF Iugoslàvia | RF Iugoslàvia | RF Iugoslàvia | RF Iugoslàvia | RF Iugoslàvia | Austràlia   | Austràlia   | Austràlia | Austràlia   | Austràlia   | Austràlia   | Austràlia | Austràlia | Austràlia |        |        |
| Torneig | 1999      | 2000      | 2001          | 2002          | 2003          | 2004          | 2005          | 2006        | 2007        | 2008      | 2009        | 2010        | 2011        | 2012      | 2013      | 2014      | Títols | V–D    |
| Open d'Austràlia | 3R        | 3R        | 2R            | A             | A             | A             | A             | A           | A           | A         | A           | 1R          | 1R          | 1R        | A         | 1R        | 0 / 7  | 5 – 7  |
| Roland Garros | A         | 3R        | F             | A             | 3R            | A             | A             | A           | A           | A         | 2R          | A           | 1R          | A         | A         | A         | 0 / 5  | 10 – 5 |
| Wimbledon | 3R        | 3R        | 3R            | A             | 2R            | A             | A             | A           | A           | A         | A           | A           | 1R          | A         | A         | A         | 0 / 5  | 7 – 5  |
| US Open | 1R        | 2R        | 2R            | A             | 1R            | A             | A             | A           | A           | A         | A           | A           | 1R          | A         | A         | A         | 0 / 5  | 2 – 5  |
| Jocs Olímpics | NC        | 2R        | No celebrat   | No celebrat   | No celebrat   | A             | No celebrat   | No celebrat | No celebrat | A         | No celebrat | No celebrat | No celebrat | A         | NC        | NC        | 0 / 1  | 1 – 1  |
| Rànquing a final d'any | 72        | 51        | 12            | 14            | 27            | 896           | –             | –           | –           | –         | –           | 506         | 887         | 309       | 1103      | –         |        |        |
| Llegenda: G: Guanyadora; F: Finalista; SF: Semifinalista; QF: Quarts de final; Q: Qualificació; A: Absent; RR: Round Robin; |           |           |               |               |               |               |               |             |             |           |             |             |             |           |           |           |        |        |